# FIBA Liga das Américas 2012
A Liga das Américas 2012 foi a quinta edição da competição, que envolve equipes de quase todo o continente americano. Participaram 16 equipes.
As sedes desse evento na primeira fase foram: Neiva na Colômbia (Grupo A), Montevidéu no Uruguai (Grupo B), Xalapa no México (Grupo C) e Quito no Equador (Grupo D). Na segunda fase, as sedes foram Xalapa (Grupo E) e Montevidéu (Grupo F).

## Grupos
| Grupo A                   | Grupo B                | Grupo C                 | Grupo D           |
| ------------------------- | ---------------------- | ----------------------- | ----------------- |
| Franca                    | Bucaneros de La Guaira | Capitanes de Arecibo    | Bauru             |
| Fuerza Regia de Monterrey | Guaros de Lara         | Cocodrilos de Caracas   | Leones de Quilpué |
| Pioneros de Quintana Roo  | Obras Sanitarias       | Joinville BA            | Quimsa            |
| Unión de Formosa          | Regatas Corrientes     | Leones de Santo Domingo | Lobos Brasília    |

## Primeira Fase

### Grupo A
Cancún, 24 a 26 de fevereiro
| Pos. | Equipe                    | Pts | P | V | D | PF  | PC  | Dif |
| ---- | ------------------------- | --- | - | - | - | --- | --- | --- |
| 1.   | Pioneros de Quintana Roo  | 5   | 3 | 2 | 1 | 286 | 259 | 27  |
| 2.   | Unión de Formosa          | 5   | 3 | 2 | 1 | 284 | 244 | 40  |
| 3.   | Franca                    | 4   | 3 | 1 | 2 | 237 | 279 | -42 |
| 4.   | Fuerza Regia de Monterrey | 4   | 3 | 1 | 2 | 248 | 273 | -25 |

| Data            | Hora | Partida      | Partida  | Partida          |
| --------------- | ---- | ------------ | -------- | ---------------- |
| 24 de fevereiro | ?    | Fuerza Regia | 73 - 98  | Unión de Formosa |
| 24 de fevereiro | ?    | Pioneros     | 104 - 73 | Franca           |
| 25 de fevereiro | ?    | Unión        | 92 - 75  | Franca           |
| 25 de fevereiro | ?    | Fuerza Regia | 92 - 86  | Pioneros         |
| 26 de fevereiro | ?    | Franca       | 89 - 83  | Fuerza Regia     |
| 26 de fevereiro | ?    | Pioneros     | 96 - 94  | Unión            |

## Premiação
| FIBA Liga das Américas 2012                  |
| México                                       |
| -------------------------------------------- |
| Pioneros de Quintana Roo Campeão (1º título) |